# Ліпова (Куявсько-Поморське воєводство)
Ліпова (пол. Lipowa) — село в Польщі, у гміні Слівиці Тухольського повіту Куявсько-Поморського воєводства.
Населення — 182 особи (2011).
У 1975-1998 роках село належало до Бидгощського воєводства.

## Демографія
Демографічна структура станом на 31 березня 2011 року:
|          | Загалом | Допрацездатний вік | Працездатний вік | Постпрацездатний вік |
| -------- | ------- | ------------------ | ---------------- | -------------------- |
| Чоловіки | 93      | 22                 | 67               | 4                    |
| Жінки    | 89      | 27                 | 48               | 14                   |
| Разом    | 182     | 49                 | 115              | 18                   |